# 中部ドイツSバーン
中部ドイツSバーン（ドイツ語: S-Bahn Mitteldeutschland）は、ドイツのライプツィヒとハレを中心とした都市近郊鉄道（Sバーン）である。
1969年にライプツィヒとハレで個別に開業した近郊鉄道が発祥である。2004年に両都市間を連絡する系統の設定により一体化され、ライプツィヒ・ハレSバーン（ドイツ語: S-Bahn Leipzig-Halle）が成立した。2013年12月15日にライプツィヒ市街の地下トンネル（シティトンネル）が開通したことで路線網が再編され、従来のザクセン州に加えてテューリンゲン州やブランデンブルク州へ運行範囲を拡大し、これを機に中部ドイツSバーンへと改称された。

## 路線
| 系統      | 運行経路 | 運行間隔        | 関連鉄道路線 | 備考                                                                                            |
| --------- | --- | --------------- | --- | ----------------------------------------------------------------------------------------------- |
| S 1       | ライプツィヒ・ミルティッツァー・アリー - ライプツィヒ・アリーセンター - ライプツィヒ・プラクーヴィツ - ライプツィヒ・ロイツシュ - ライプツィヒ・ゴーリス - ライプツィヒ中央駅 - ライプツィヒMDR - ライプツィヒ・シュトェテリツ | 30分            | プラークヴィツ - ミルティッツァー・アリー線、ライプツィヒ - プローブストツェラー線、ライプツィヒ - グロースコルベータ線、シティートンネル(ライプツィヒ地下線)                                                     |                                                                                                 |
| S 2       | (ユーターボーク - )ルターシュタット・ヴィッテンベルク中央駅/デッサウ中央駅 - ビッターフェルト - デーリッチュ下駅 - ライプツィヒ見本市 - ライプツィヒ中央駅 - ライプツィヒMDR - ライプツィヒ・シュトェテリッツ | 30 / 60 / 120分 | ベルリン-ハレ線、ツェルプスト - ライプツィヒ線、シティートンネル（ライプツィヒ地下線） | ユーターボーク - ヴィッテンベルク間およびマグデブルク - デッサウ間: 1日一往復。                 |
| RB 51 S 2 | ファルケンベルク (エルスター) - アンナブルク - ルターシュタット・ヴィッテンベルク - ビッターフェルト - デーリッチュ下駅 - ライプツィヒ見本市 - ライプツィヒ - MDR - シュトェテリッツ | 120 分          | ヴェングリニェツ - ロースラウ線、ベルリン-ハレ線、ツェルプスト - ライプツィヒ線、シティートンネル（ライプツィヒ地下線）                                                                                           | 平日午後の時間帯に快速列車RE14はファルケンベルク - ヴィッテンベルク間をこの系統の代に通行する。 |
| S 3       | ハレ・ニートレーベン - ハレ・ジュトシュタット - ローゼンガルテン - ハレ（ザーレ） - ハレ見本市 - グロェバース - シュコイディツ - ライプツィヒ・ヴァーレン - ライプツィヒ・ゴーリス - ライプツィヒ中央駅 - ライプツィヒMDR - ライプツィヒ・シュトェテリツ - ライプツィヒ・エンゲルスドルフ - マヒェルン(ザクセン) - ヴルツェン (- オーシャツ) | 30分            | メルゼブルク - ハレ・ニートレーベン線、ハレ - ハン・ミュンデン線、マグデブルク-ライプツィヒ線、ライプツィヒ・ヴァーレン - ライプツィヒ中央駅線、シティートンネル(ライプツィヒ地下線)、ライプツィヒ - ドレスデン線 | ヴルツェン - オーシャツ区間一回運行                                                             |
| S 4       | ファルケンベルク（エルスター） - レーフェルト(ファルケンベルク近郊) - トルガウ - モクレーナ - アイレンブルク - タウシャ(ライプツィヒ近郊) - ライプツィヒ北駅 - ライプツィヒ中央駅 - ライプツィヒMDR - ライプツィヒ・コネヴィッツ - マルククレーベルク - マルククレーベルク・ガシュヴィツ                                                     | 30 / 60 / 120分 | ハレ - グーベン線、ライプツィヒ - アイレンブルク線、シティートンネル(ライプツィヒ地下線)、ライプツィヒ - ホーフ線                                                                                                 |                                                                                                 |
| S 5       | ハレ中央駅 - ライプツィヒ・ハレ空港 - ライプツィヒ見本市 - ライプツィヒ中央駅 - ライプツィヒMDR - ライプツィヒ・コネヴィッツ - マルククレーベルク - ボェーレン(ライプツィヒ近郊) - ノイキルリッチ - アルテンブルク - ゴェースニツ - クリミツシャウ - ヴェルダウ - シュタインプライス - ツヴィッカウ(ザクセン)中央駅                          | 60 / 120分      | ライプツィヒ空港線、シティートンネル(ライプツィヒ地下線)、ライプツィヒ - ホーフ線 |                                                                                                 |
| S 5X      | (ハレ中央駅 -) ライプツィヒ・ハレ空港 - ライプツィヒ中央駅 - ライプツィヒMDR - ライプツィヒ・コネヴィッツ - マルククレーベルク - ボェーレン(ライプツィヒ近郊) - アルテンブルク - ゴェースニツ - クリミツシャウ - ヴェルダウ - シュタインプライス - ツヴィッカウ(ザクセン)中央駅                                                              | 60分            | 同上 | S5の急行路線                                                                                    |
| S 6       | ライプツィヒ見本市 - ライプツィヒ中央駅 - ライプツィヒMDR - ライプツィヒ・コネヴィッツ - マルククレーベルク - マルククレーベルク・ガシュヴィッツ - ボェーレン(ライプツィヒ近郊) - ノイキルリッチ - ペーターグルーベ - ガイトハイン | 30 / 60分       | トレプニッツ - ライプツィヒ線、シティートンネル(ライプツィヒ地下線)、ライプツィヒ - ホーフ線、ノイキアリッチュ - ケンニツ線                                                                                       |                                                                                                 |
| S 7       | アイスレーベン - ロェブリンゲン - トイシェンタール - アンゲルスドルフ - ハレ・ジュトシュタット - ローゼンガルテン - ハレ（ザーレ） | 60分            | ハレ - ハン・ミュンデン線 | アベリオ鉄道運営                                                                                |
| S 8       | (ユーターボーク - )ルターシュタット・ヴィッテンベルク中央駅/デッサウ中央駅 - ビッターフェルト - ロイツシュ - ブレーナ - ランツベルク - ホーエントゥルム - ハレ（ザーレ） | 30 / 120分      | ベルリン - ハレ線、トレプニッツ - ライプツィヒ線 | ユーターボーク - ヴィッテンベルク間一回運行                                                     |
| S 9       | ハレ（ザーレ） - パイセン - ロイセン - クリチマー - デーリッチュ上駅 - クレンジツ - ケンメライフォルスト - アイレンブルク | 120分           | ハレ - グーベン線 | 通勤時間帯には60分間隔運行                                                                      |
| S 10      | ライプツィヒ・ミルティッツァー・アリー - ライプツィヒ・アリーセンター - ライプツィヒ・プラクーヴィツ - ライプツィヒ・ロイツシュ - ライプツィヒ・ゴーリス - ライプツィヒ中央駅 | 30分            | プラークヴィツ - ミルティッツァー・アリー線、ライプツィヒ - プローブストツェラー線、ライプツィヒ - グロースコルベータ線                                                                                           | 平日6時から19時まで運行                                                                         |
| S 11      | クヴェルフルト - ミュヒェルン - ブラウンスベードラ - メルゼーブルク - ハレ（ザーレ） | 60分            | メルゼーブルク - クヴェルフルト線、ハレ - ベーブラ線 | 非電化路線                                                                                      |
| S 47      | ハレ・トロータ - ハレ・シュタイントル橋 - ハレ（ザーレ） | 60分            | ハレ - フィーネンブルク線 | S3の旧運行区間、RB47の補助                                                                      |

## 歴史

### ハレの路線網

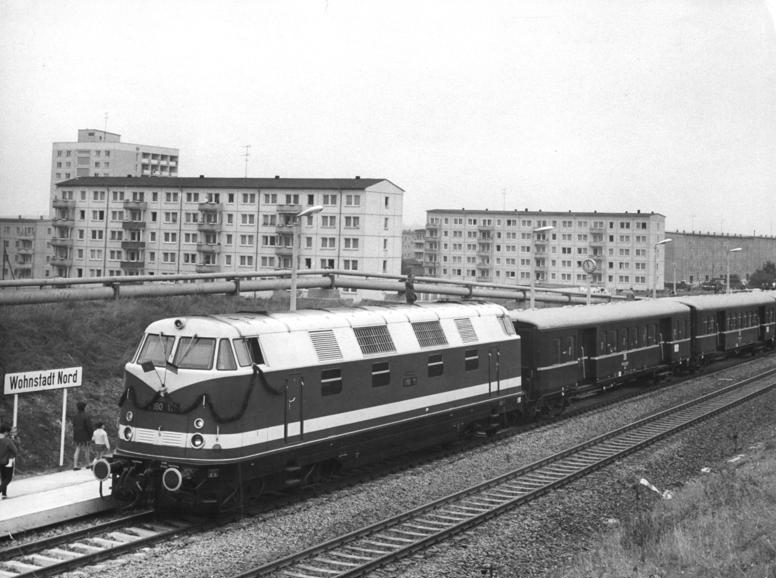
1969年9月当時のSバーン列車

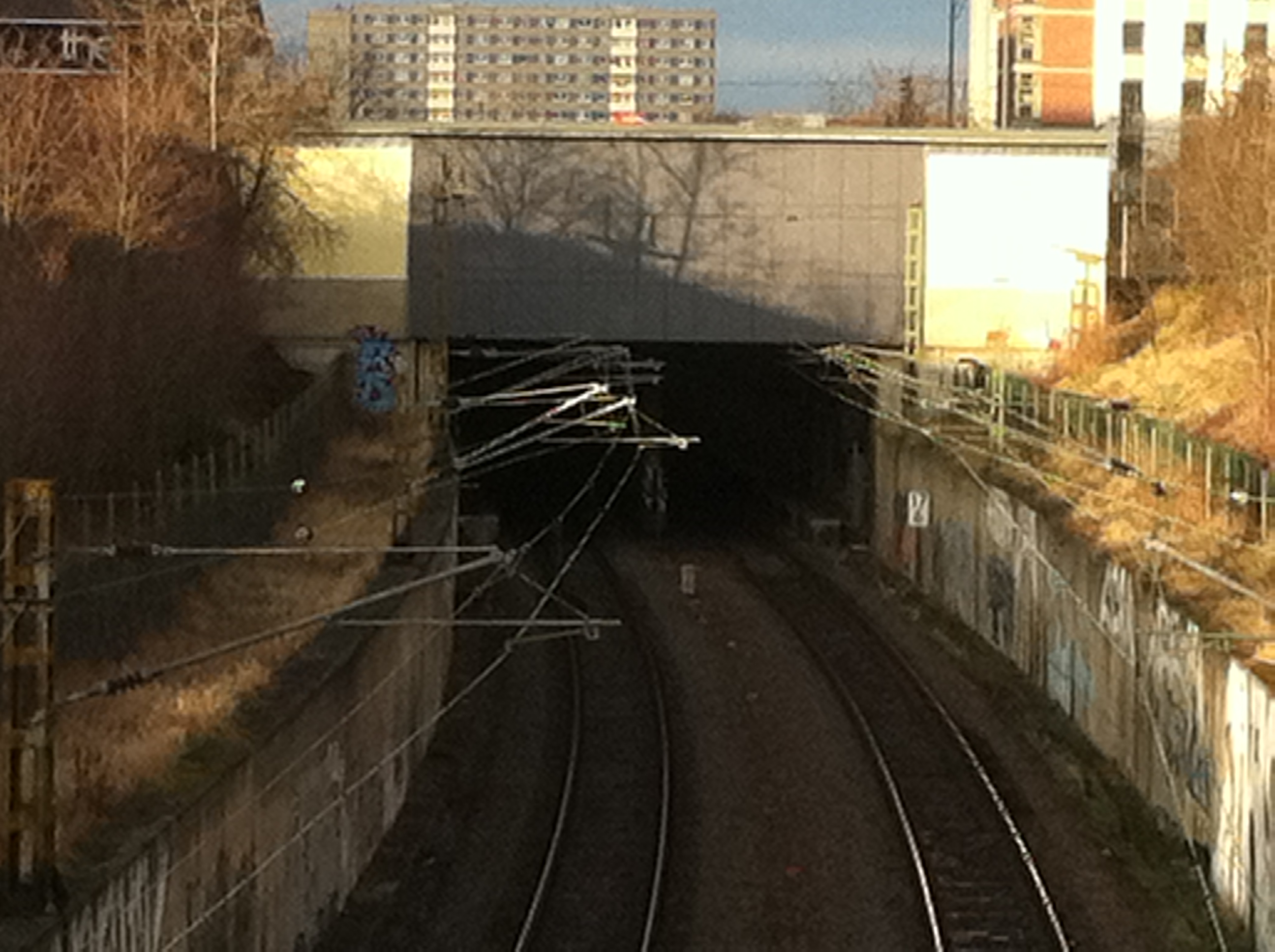
ハレ・ノイシュタットのトンネル入り口

ハレSバーンはU字形の経路でトロータ駅 - 中央駅 - ノイシュタット - 旧ドェラウ区間で運営された路線だった。現在トロータ - ニートレーベン区間は現存する。1964年7月15日Sバーンの番石はノイシュタットで立った。ハレ県に建設されたSバーンの路線はハレ - ハン・ミュンデン線から分岐して北に向かうことになった。1967年4月からVT2.09形気動車はハレ・ツシェルベーナー通り - ハーレ中央駅区間に直通運行された。ハレ・ノイシュタット駅は地下駅として開業され、駅の電気設備も設置された。当時にハレ - ハン・ミュンデン線の中でハレ - アンガースドルフ区間が電化された。1970年まで路線網の南側は完成できた。ハレ中央駅から北側に線路はハレ・トロータ駅まで改修された。1969年9月27日のSバーンの公式的な開業当時にも北の区間は電化されなかったため、ディーゼル機関車がその区間で運行された。1972年10月1日Sバーンの電化は完了した。ハレ市からメルゼブルクの化学工場で通勤する労働者たちのためにメルゼブルク - ハレ・ニートレーベン区間の列車はSバーン開業の直後開設された。この列車は2007年12月廃止された。
1980年代にハレ市ノイシュタット - 中央駅間の連結を改善する為に、運行間隔を10分に短縮する計画があった。この計画にはジルバーホェヘ駅で複線化するのは必要だった。しかし複線化計画はドイツの再統一直後、ハレ市人口の急激な減少と乗用車の増加のため実現できなかった。1991年ハレ市にはハレ運送会社 (VerkehsVerkehrs- und Tarifgemeinschaft Halle、VTG) が設立され、Sバーンにも路面電車・路線バスと同じ料金システムは導入された。2002年8月1日ドェラウ - ニートレーベン間のSバーン運行は乗客数の減少と荒涼たる線路状態の原因で中止された。2007年12月からSバーン区間で列車は30分間隔で運行され、15分間隔の路面電車とSバーン列車との乗り換えに適合するようになった。

### ライプツィヒの路線網

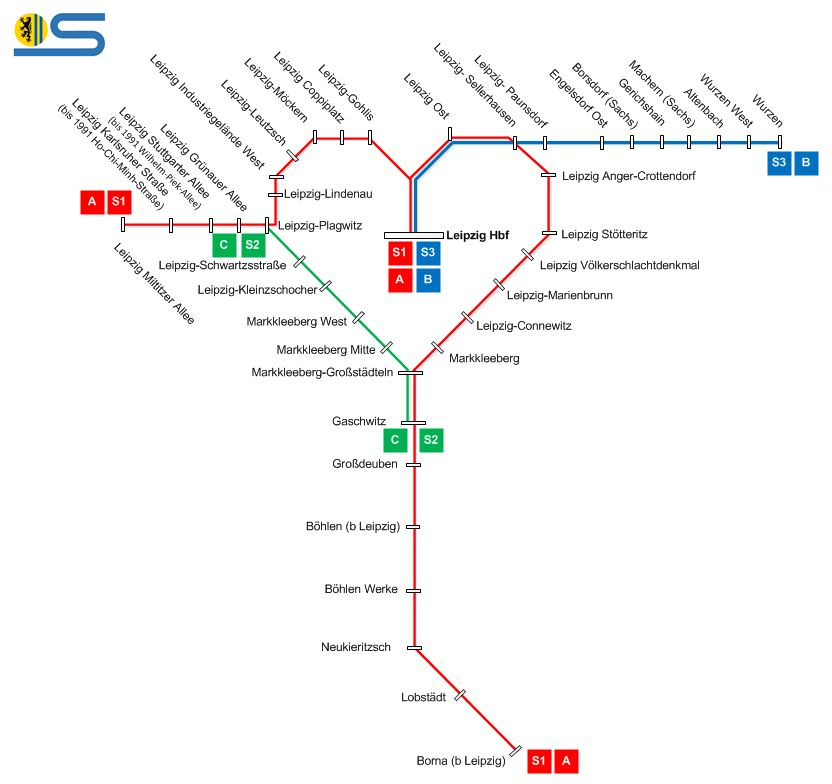
ライプツィヒSバーンの路線網（2002年）

ライプツィヒの路線網はライプツィヒ中央駅から北側に始まり、都市の両側に別れてマルクレーベルクで再び合流する特徴を持っていた。1968年2月ライプツィヒ県の議会はSバーンの開設を議決した。1969年7月12日二つのハート型Sバーン系統は第五回全国体育祭（Turn- und Sportfest）の時に交通混雑を対して準備する為に二つの系統で開通された。この二つの路線はあとでA系統に統合された。
- A: ガシュヴィツ - マルクレーベルク西駅 - ライプツィヒ・プラグヴィツ - ライプツィヒ・ゴーリス - ライプツィヒ - マルクレーベルク - ガシュヴィツ

1974年5月26日B系統が追加され、ライプツィヒ–ドレスデン線の上にゼラーハウゼン駅 (下の乗降場) と工業団地東駅は新設された。
- B: ライプツィヒ - ライプツィヒ・ゼラーハウゼン - ライプツィヒ・エンゲルスドルフ - マヒェルン(ザクセン) - ヴルツェン

1983年12月プラクティス - ミリティツ並木道区間は全通され、A系統とC系統に分離された。C系統は「森の路線（Waldbahn）」と呼ばれた。
- A: ミリティツ並木道 - ライプツィヒ・プラグヴィツ - ライプツィヒ・ゴーリス - ライプツィヒ - マルクレーベルク - ガシュヴィツ
- C: ライプツィヒ・プラグヴィツ - マルクレーベルク西駅 - ガシュヴィツ

あとでA系統はS1に、B系統はS3に、C系統はS2にそれぞれ改称された。S2系統はプラグヴィツ - ガシュヴィツ区間に短縮され、プラグヴィツ駅の乗り換えはとても不便だった。2002年12月S2系統は利用客の減少で廃止され、相当する区間はバス路線に置き変われた。2004年S1系統は西側のS1と東側のS2に分離された。
- S1: ミリティツ並木道 - ライプツィヒ・プラグヴィツ - ライプツィヒ・ゴーリス - ライプツィヒ
- S2: ボルナ - ライプツィヒ - マルクレーベルク - ガシュヴィツ - マルクレーベルク - ライプツィヒ

### ライプツィヒ＝ハレSバーン

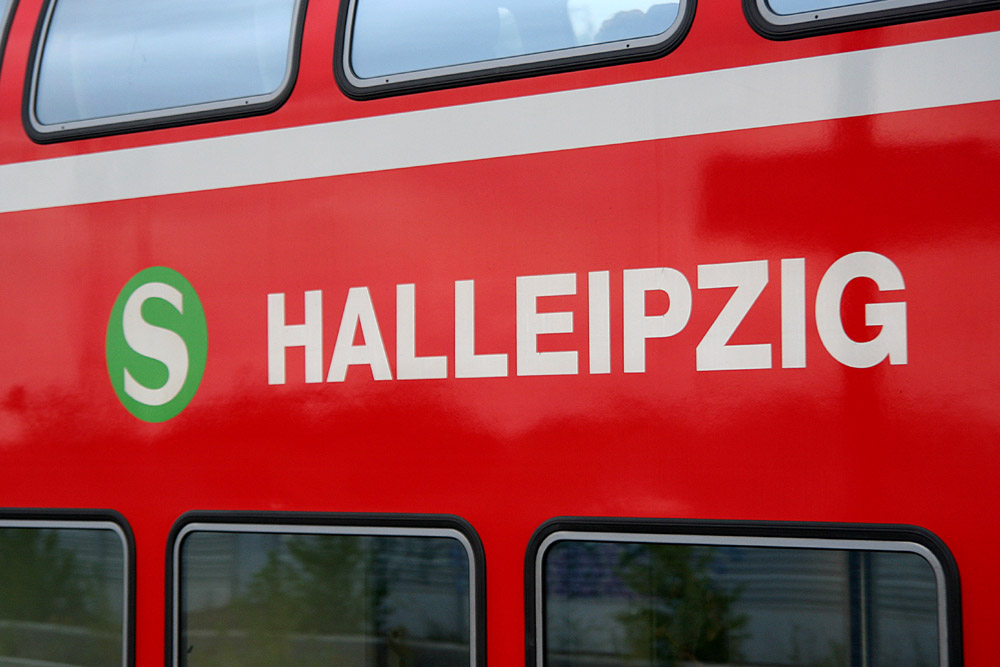
ライプツィヒ＝ハレSバーンのロゴがある二階建て客車

2009年当時のSバーン路線図

ハレ - ライプツィヒ区間には数十年間通勤列車（Vorortzug）は運行されたが、特別な料金システムはこの区間に導入されなかった。2002年3月19日、ハレ市で両都市を結ぶSバーンの工事が始まった。連邦政府、ザクセン州政府、ザクセン＝アンハルト州政府はそれぞれに建設費用を分担した。ライプツィヒ＝ハレSバーンは予定どおり2004年12月に開業した。開業前に普通列車系統のRB56はヴァーレン - 中央駅区間を経由し、開業以後その区間はS10系統に移管された。
- S10: ハレ（ザーレ） - ハレ見本市 - グロェバース - シュコイディツ - ライプツィヒ・ゴーリス - ライプツィヒ

2003年6月30日に快速列車のRE5系統はハレ - ライプツィヒ空港 - ライプツィヒ区間に運行され、急行Sバーンの役割を果たすことになった。2009年の路線改編の時にS2、S11系統は私設鉄道会社の中部ドイツ地方鉄道（Mitteldeutschen Regiobahn、MRB）に所属し、それぞれにMRB2、MRB11系統になった。時刻表と運行間隔は変わらなかったが、気動車が電化区間に投入された。2011年4月30日S1系統の運行は予算削減の理由で中止され、既存区間はバスや路面電車系統に差し替えられた。2012年12月24日ライプツィヒ中央駅 - ライプツィヒ・コネヴィツ区間の運行が終了し、ハート型区間の一部は廃止された。MRB2列車は西側と旧C系統の経路で迂回することになったが、停車駅が少ないためSバーン列車のほどではなかった。

### 新しいSバーンシステムの成立と発展
2008年8月新しいSバーン路線網運営に関じるEUの告示 (Ausschreibung) が公表された。本来なら2011年12月運行は開始される予定だったが、二度の計画修正により2013年12月に開始された。2010年12月21日ライプツィヒ公共交通組合 (Zweckverband für den Nahverkehrsraum Leipzig、ZVNL) は支配的な責任者として中部ドイツSバーンと命名された路線網の運営権をドイツ鉄道の子会社に与えることを公式的に宣言した。その子会社は2011年DBレギオに統合された。

Sバーン路線図（2013年12月から）

2013年12月15日にライプツィヒ市のシティートンネルの開通と共に中部ドイツSバーンの系統の第一段階運行は開始された。運行系統の範囲はライプツィヒ＝ハレ都市圏から四つの州にかけて拡大された。路線網は約430 km長さと104個所の停車場を含んで、51本の442形電車が投入された。既存のS10系統はS3系統と改称された。
- S1: ライプツィヒ・ミリティツ並木道 - ライプツィヒ・ロイツシュ - ライプツィヒ・ゴーリス - ライプツィヒ - ライプツィヒMDR - ライプツィヒ・シュトェテリツ - ヴルツェン - オーシャツ - リーザ
- S11: ライプツィヒ見本市 - ライプツィヒ - ライプツィヒMDR - ライプツィヒ・シュトェテリツ
- S2: ビッターフェルト - デーリッチュ - ライプツィヒ見本市 - ライプツィヒ - ライプツィヒMDR - ライプツィヒ・コネヴィッツ - マルククレーベルク - マルククレーベルク・ガシュヴィツ
- S3: ハレ（ザーレ） - グロェバース - シュコイディツ - ライプツィヒ・ゴーリス - ライプツィヒ - ライプツィヒMDR - ライプツィヒ・コネヴィッツ - マルククレーベルク - マルククレーベルク・ガシュヴィツ
- S4: ホイエルスヴェルダ - トルガウ - アイレンブルク - タウシャ - ライプツィヒ・テクラ - ライプツィヒ - ライプツィヒMDR - ライプツィヒ・コネヴィッツ - マルククレーベルク - ボルナ - ガイトハイン
- S5: ライプツィヒ・ハレ空港 - ライプツィヒ見本市 - ライプツィヒ - ライプツィヒMDR - ライプツィヒ・コネヴィッツ - マルククレーベルク - アルテンブルク - ツヴィッカウ
- S5X: ハレ（ザーレ） - ライプツィヒ・ハレ空港 - ライプツィヒ見本市 - ライプツィヒ - ライプツィヒMDR - ライプツィヒ・コネヴィッツ - マルククレーベルク - アルテンブルク - ツヴィッカウ

2015年12月の時刻表変更の時に車両が充分に確保されなかったため、S8系統の導入は2年後に延期された。S2系統の車両はデッサウ中央駅まで60分間隔で運行され、一部電車は続いてRB42系統として120分間隔でマグデブルク中央駅まで走行している。ハレ (ザーレ) 中央駅で全般的な工事が行われたためS7系統は短縮され、現在のような形となった。ハレ市内のトロータ - 中央駅区間はS3系統に移管された。ライプツィヒ南側にはS1、S3及びS4系統の路線は交換された。ライプツィヒMDR - オーシャツ区間はS4系統に、ライプツィヒMDR - ガイトハイン区間はS3系統に移管され、ライプツィヒ・シュトェテリツ駅はS1の終着駅となった。
- S2: デッサウ - デッサウ南駅 - ラグーン - ヴォルフェン - ビッターフェルト - デーリッチュ - ライプツィヒ見本市 - ライプツィヒ - ライプツィヒMDR - ライプツィヒ・コネヴィッツ - マルククレーベルク - マルククレーベルク・ガシュヴィツ
- S3: ハレ・トロータ - ハレ・シュタイントル橋 - ハレ（ザーレ） - ハレ見本市 - グロェバース - シュコイディツ - ライプツィヒ・ゴーリス - ライプツィヒ - ライプツィヒMDR - ライプツィヒ・コネヴィッツ - マルククレーベルク - マルククレーベルク・ガシュヴィツ - ボェーレン - ボルナ - ガイトハイン
- S4: ホイエルスヴェルダ - トルガウ - アイレンブルク - タウシャ - ライプツィヒ・テクラ - ライプツィヒ - ライプツィヒMDR - ライプツィヒ・シュトェテリツ - ヴルツェン （- オーシャツ）
- S7: ハレ・ニートレーベン - ハレ・ジュトシュタット - ローゼンガルテン - ハレ（ザーレ）

Sバーン路線図（2017年12月から）

2017年12月10日Sバーンにいくつかの路線改編が行われた。S1の補助路線だったS11系統はS6系統に改称され、マルクレーベルク・ガシュヴィツ - ガイトハイン区間をS3から継承した。S2系統の場合、ターシュタット・ヴィテンベルク - ビターフェルト区間は追加され、一部列車は続いてRB51として運行されることになった。ハレ - ルターシュタット・ヴィテンベルク区間はRB80系統からS8系統に、ハレ - アイレンブルク区間はRB75系統からS9系統に移管された。S8系統はS2系統と同じ模様でデッサウ - ビターフェルト区間とルターシュタット・ヴィテンベルク - ビターフェルト区間で運営されることになった。
- S3: ハレ・トロータ - ハレ・シュタイントル橋 - ハレ（ザーレ） - ハレ見本市 - グロェバース - シュコイディツ - ライプツィヒ・ゴーリス - ライプツィヒ - ライプツィヒMDR - ライプツィヒ・コネヴィッツ - マルククレーベルク - マルククレーベルク・ガシュヴィツ

2019年12月15日に既存S4系統のMDR - マルククレーベルク・ガシュヴィツ区間がS3系統に移管されて、S4系統の終着駅はマルククレーベルク・ガシュヴィツ駅となった。
- S3: ハレ・トロータ - ハレ・シュタイントル橋 - ハレ（ザーレ） - ハレ見本市 - グロェバース - シュコイディツ - ライプツィヒ・ゴーリス - ライプツィヒ - ライプツィヒMDR - ライプツィヒ・シュトェテリツ - ヴルツェン （- オーシャツ）
- S4: ホイエルスヴェルダ - トルガウ - アイレンブルク - タウシャ - ライプツィヒ・テクラ - ライプツィヒ - ライプツィヒMDR - ライプツィヒ・コネヴィッツ - マルククレーベルク - マルククレーベルク・ガシュヴィツ

2021年1月14日にS7系統はハレ - ハン・ミュンデン線およびメルゼブルク - ハレ・ニートレーベン線の全般的な改修のため、一時的に廃止された。2021年12月12日に残された既存のRB75系統はS7に転換されて、ハレ・トロータ - ハレ中央駅区間はS3系統からS47系統に、ニートレーベン - 中央駅区間はS3系統にそれぞれ移管された。その上に、ドイツ鉄道だけではなくアベリオ鉄道もSバーンの運営に参加することとなった。
2022年12月の時刻表変更の際に、Sバーン路線網は初めて縮小された。既存S4系統のファルケンベルク - ホイエルスヴェルダ区間が新しいRE11系統に移管されて、その快速列車はファルケンベルク駅でRE10快速列車と分割・併結される。S1系統は平日には、S10系統の新設により互いに補い合うこととなったが、シティートンネルの容量不足のため、S10の終着駅はライプツィヒ中央駅となった。
2024年12月15日に既存RB78系統はS11系統に転換されハレ中央駅まで延長された。ライプツィヒとハレのSバーンが統合された以来に、S11は異例的に非電化路線となった。

## 車両
2021年現在は442形「タレント2」が主力となっており、S47系統で143形電気機関車と2階建て客車によるプッシュプル編成が運用されている。

Sバーン歴代車両
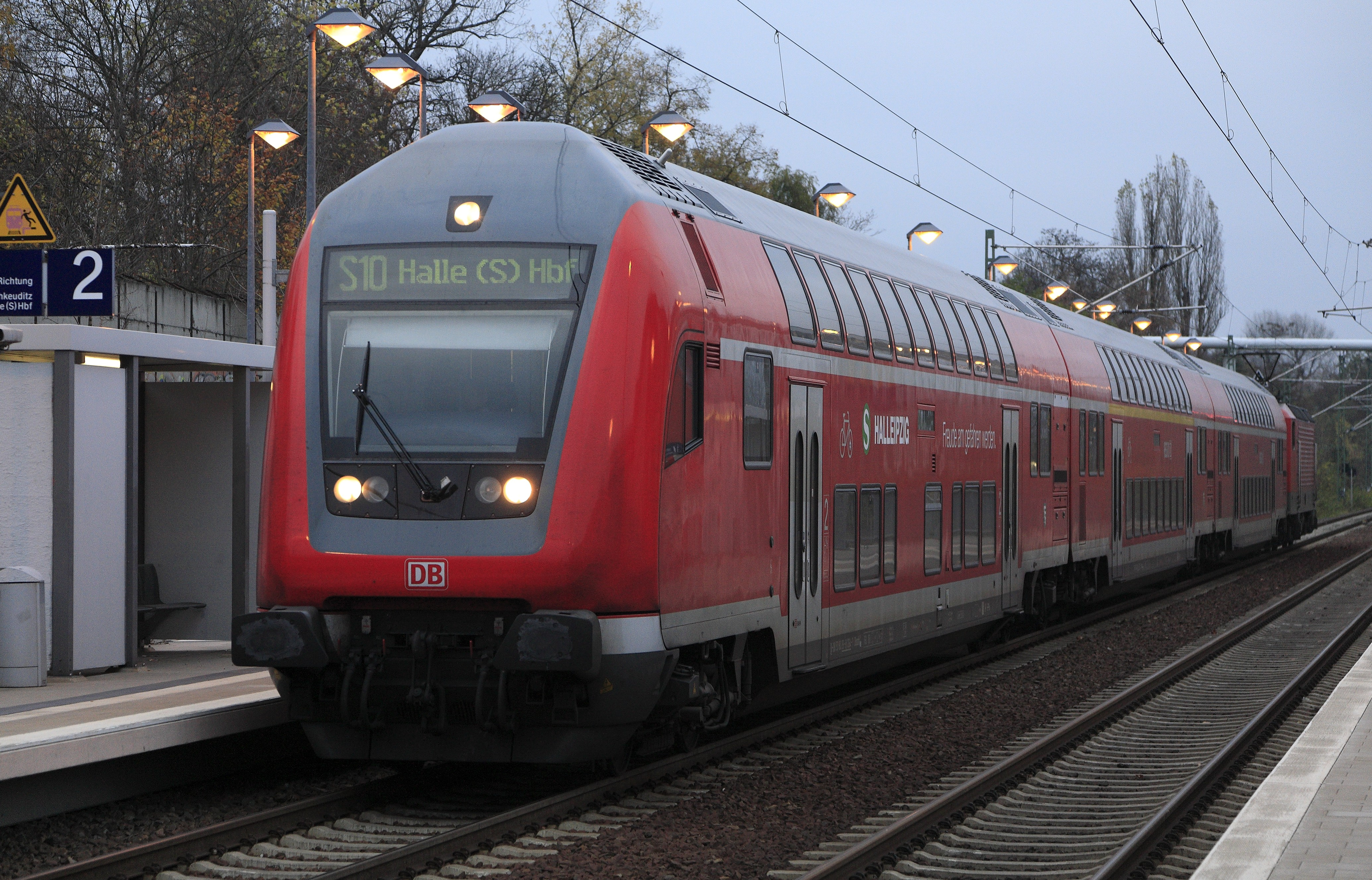
オールブリヒ街駅で停車するS10列車（2013年）
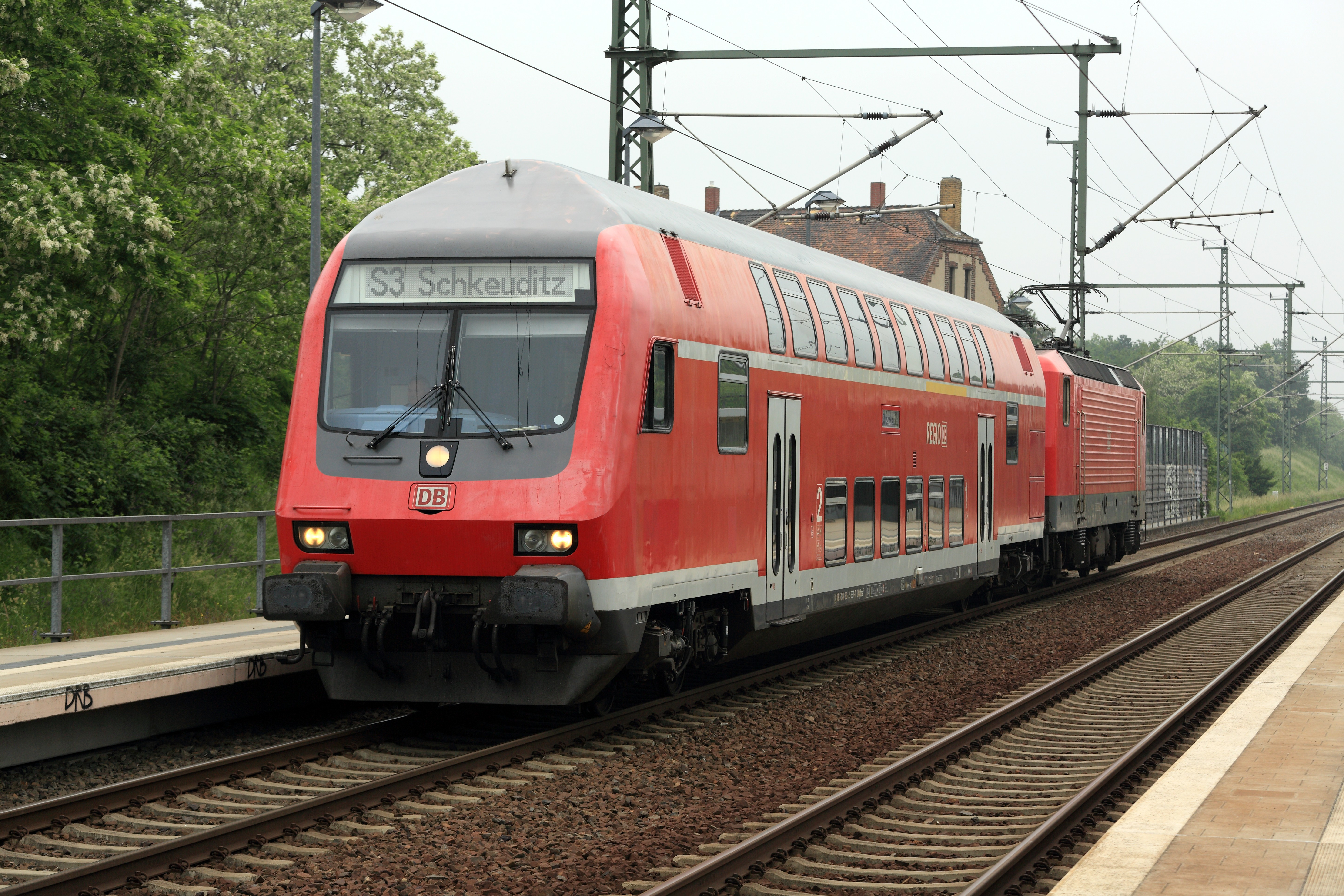
リュツシェーナ駅で停車する143形機関車牽引のS3列車
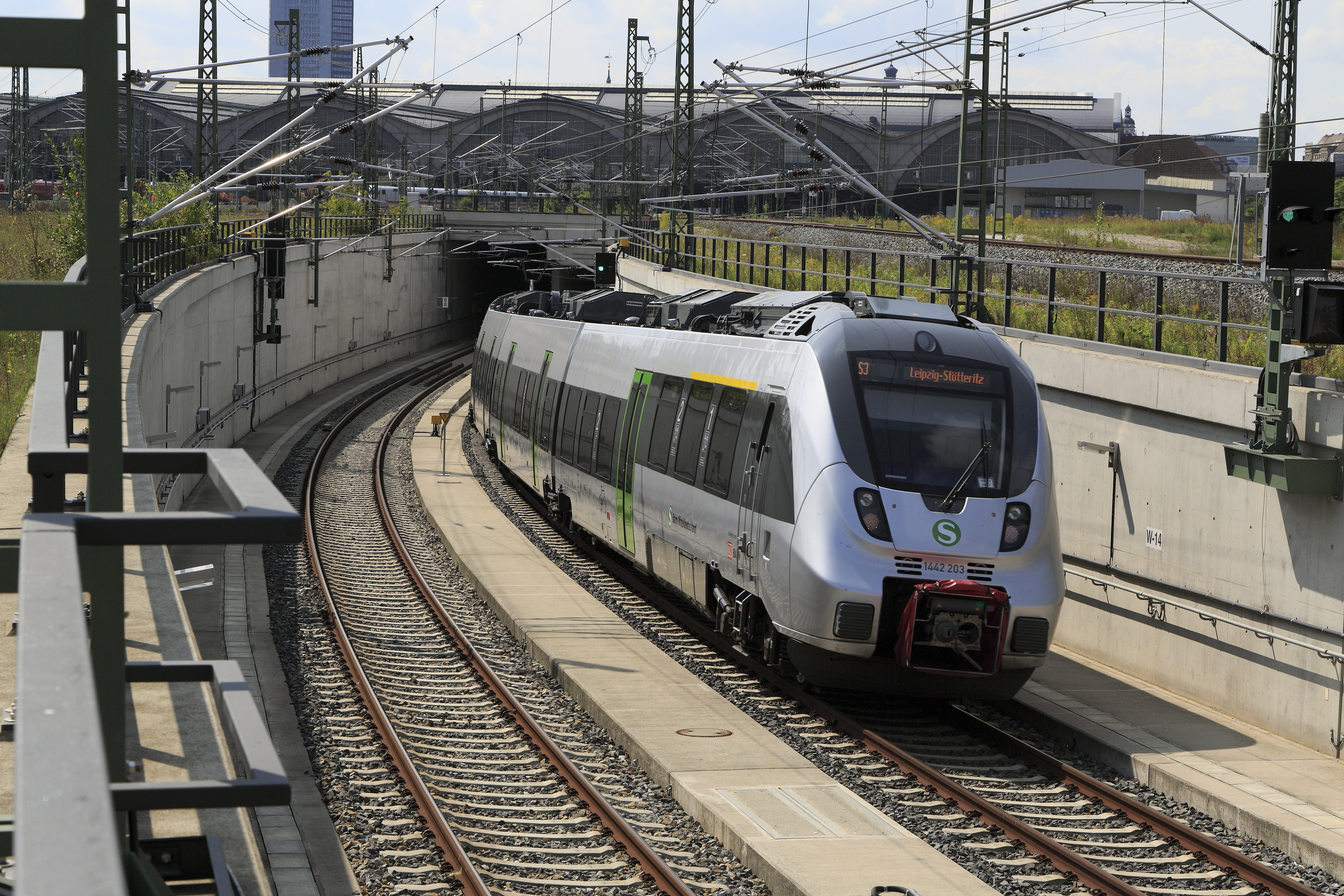
シティートンネルに進入するS3系統の1442形電車
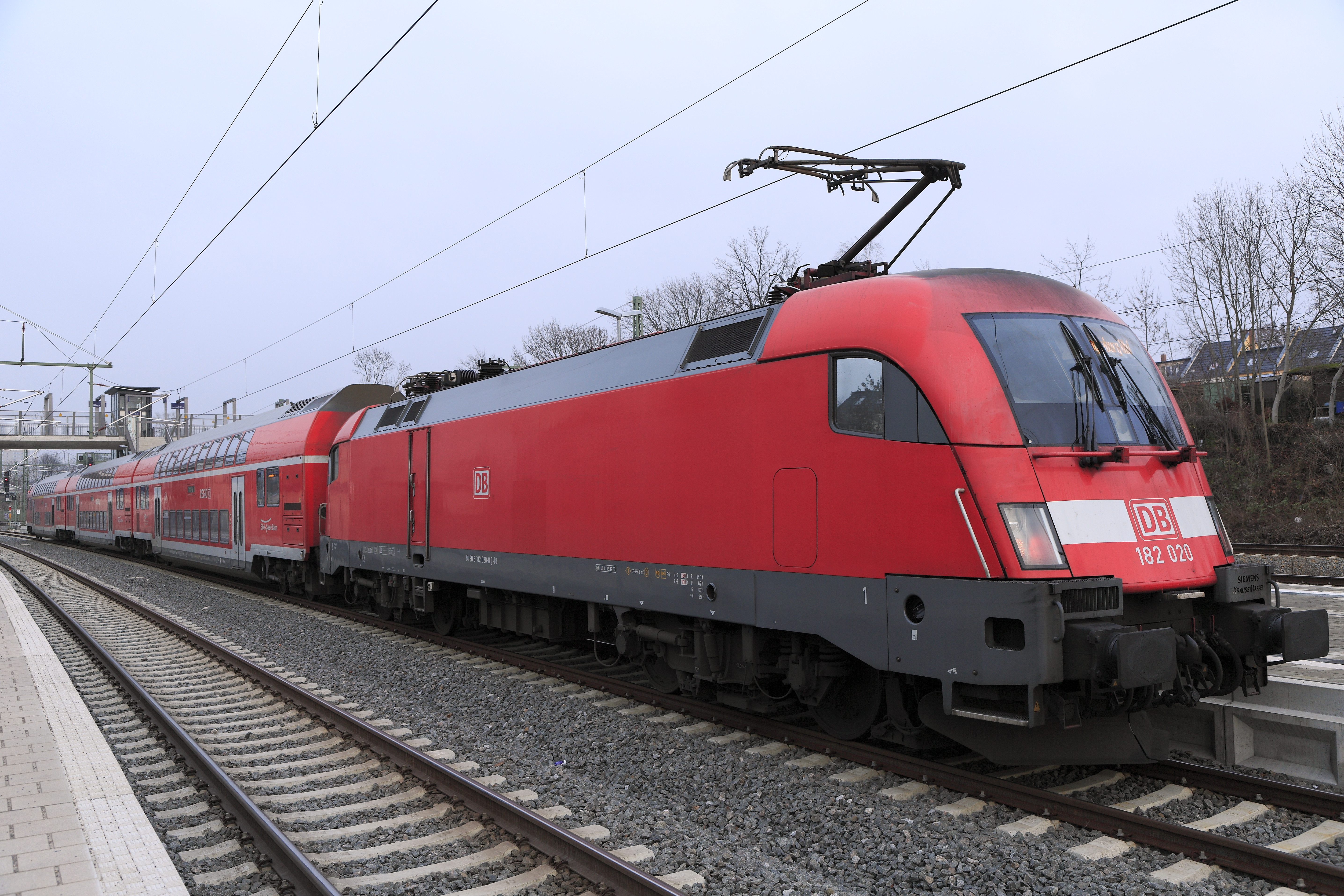
コネヴィッツ駅で停車する182形機関車牽引の二階建列車